# Волков, Олег Васильевич
Оле́г Васи́льевич Во́лков (9 (21) января 1900, Санкт-Петербург — 10 февраля 1996, Москва) — русский прозаик, публицист, мемуарист, переводчик. Публиковался под псевдонимом Осугин, который в ряде источников (в том числе у В. Казака) назван в качестве настоящей фамилии. Многолетний (четверть века в лагерях и ссылках) узник ГУЛАГа.

## Биография
Родился 9 (21) января 1900 года в Санкт-Петербурге в семье Василия Александровича Волкова и Александры Аркадьевны Левестам. Отец был директором правления Русско-Балтийских заводов, мать — из рода Лазаревых (внучка вице-адмирала А. П. Лазарева). Рос в Петербурге и в имении отца в Тверской губернии. Посещал Тенишевское училище, где совмещалось обучение наукам и ремеслу (был одноклассником В. В. Набокова - сидел за соседней партой).
В 1917 году поступил в Петроградский университет, но студентом не стал. В 1917—1919 годах жил в имении семьи (село Пудышево Никольской волости Новоторжского уезда Тверской губернии). По другим данным, в 1917 году поступил в Тверское кавалерийское юнкерское училище. После начала Октябрьской революции юнкеров распустили по домам из-за угрозы поголовного расстрела. С зимы 1918 года участвовал в Гражданской войне на стороне Белого движения в составе добровольческого конного отряда, сформированного в Торжке. Летом, вырвавшись из окружения, отряд в надежде спасти царскую семью совершил переход к Екатеринбургу. Но Ипатьевский дом отряд застал уже опустевшим. Впоследствии Волков прибыл в Крым, но когда эвакуация Вооружённых сил Юга России уже завершилась.
В 1922—1928 годах работал переводчиком в миссии Нансена, у корреспондента Ассошиэйтед Пресс, у концессионеров, в греческом посольстве.
В феврале 1928 года был в первый раз арестован, отказался стать осведомителем, был приговорён к трём годам лагеря по обвинению в контрреволюционной агитации и направлен в СЛОН. В апреле 1929 года лагерный срок заменили высылкой в Тульскую область, где он работал переводчиком технической литературы.
В марте 1931 года был снова арестован и приговорён к пяти годам лагеря по обвинению в контрреволюционной агитации. Снова был этапирован в СЛОН. В 1936 году оставшийся срок был заменён ссылкой в Архангельск, где Волков работал в филиале НИИ электрификации лесной промышленности.
8 июня 1936 года вновь был арестован, приговорён к 5 годам заключения как «социально опасный элемент» и направлен в Ухтпечлаг. В 1941 году был освобождён и стал работать геологом в Коми АССР.
В марте 1942 года вновь был арестован и приговорён к 4 годам лагеря по обвинению в контрреволюционной агитации. В апреле 1944 года был освобождён по инвалидности и переехал в Кировабад, где работал в институте преподавателем иностранных языков.
В 1946—1950 годах жил в Малоярославце и Калуге, работал переводчиком в московских издательствах. В 1949 году, по его собственным словам, выполнил перевод книги американского антрополога Джорджа Клаппа Вайяна «История ацтеков» для Издательства иностранной литературы, однако после его ареста редакция «приписала» его труд некой «Марине Барановской» (на титульном листе переводчиком указана М. И. Баранович).
В 1950 году был арестован в пятый раз и был сослан в село Ярцево (Красноярский край), где работал разнорабочим, водовозом, плотником, а затем охотником-промысловиком. В апреле 1955 года был освобождён из ссылки и приехал в Москву.
Здесь стал писателем и в 1957 году по рекомендации С. В. Михалкова — членом СП СССР. Опубликовал свыше дюжины книг (повести, рассказы и очерки), перевёл два тома книги Андре Боннара «Греческая цивилизация», мемуары Э. Эррио «Из прошлого. Между двумя войнами», книгу «Ренуар», написанную сыном художника, переводил романы О. Бальзака, Э. Золя, Линдсея.
Особое значение придавал борьбе за сохранение природы и памятников старины. Был одним из основателей и активным членом «Всероссийского общества охраны памятников истории и культуры», из которого впоследствии вышел. Входил в центральный совет «Всероссийского общества охраны природы», из которого, разочаровавшись в организации, также впоследствии вышел; его считают одним из основоположников советского экологического движения.
Член редколлегии альманаха «Охотничьи просторы» с 1962 по 1976 год.
Его главный автобиографический труд «Погружение во тьму», написанный в начале 1960-х годов и не напечатанный тогда А. Т. Твардовским в журнале «Новый мир», был впервые опубликован в Париже в 1987 году, а в СССР — только 1989 году в эпоху Перестройки.
В 1993 году, выгуливая собаку, 93-летний писатель упал в двухметровую яму, оставленную неогороженной строительными рабочими, и сломал себе ногу, после чего мог передвигаться только по квартире.
Умер 10 февраля 1996 года. Похоронен в Москве на Троекуровском кладбище.

## Адреса в Москве
- 1960-е — начало 1970-х[8][9] — ЖСК «Советский писатель» у метро «Аэропорт»[10].
- С конца 1970-х[11]: писательский кооператив в Безбожном/Протопоповском переулке, д. 16.

## Семья
- Первая жена (с 1924[12] по 1968[13]) — Софья Всеволодовна Мамонтова-Волкова (1904—1991), внучка C. И. Мамонтова (дочь его сына Всеволода), медицинский работник, активный член ВООПИК. С февраля 1962 года проживала с мужем в ЖСК «Советский писатель», где оставалась до 1982 года[14].
  - Дочь — Мария Олеговна Волкова-Игнатченко (1924—2005), радистка-полярница[13], замужем за полярником Валентином Игнатьевичем Игнатченко (1915—1973). Впоследствии работала в центральном узле связи Министерства морского флота.
  - Сын — Всеволод Олегович Волков (р. 1935 в Архангельске, где его родители отбывали ссылку[12]), доктор экономических наук, профессор[15].
- Вторая жена — Маргарита Сергеевна Волкова (р. 1931).
  - Дочь — Ольга Олеговна Волкова (р. 1963), журналист.

## Отзывы
Высоко ценил Олега Волкова и его творчество Вадим Кожинов. Мемуаристка Вера Пирожкова в своей книге «Потерянное поколение: воспоминания о детстве и юности» отметила, что «Олег Волков, написавший потрясающую книгу „Погружение во тьму“, провёл в тюрьмах и лагерях в общей сложности 26 лет, но не сломился ни духовно, ни физически, дожив до глубокой старости».

## Награды и премии
- орден «За заслуги в области литературы и искусства» (1991) (Франция)
- Государственная премия РСФСР в области литературы (1991) — за книгу «Погружение во тьму» (1987)[17]
- Пушкинская премия фонда А. Топфера (1993)

### Переводы
- Боннар А. Греческая цивилизация / Пер. с франц. — Т. 1. От Илиады до Парфенона. — М.: Издательство иностранной литературы, 1958. — 256 с.
- Боннар А. Греческая цивилизация / Пер. с франц. — Т. 2. От Антигоны до Сократа. — М.: Издательство иностранной литературы, 1959. — 316 с.
- Ренуар Ж. Огюст Ренуар / Пер. с франц.. — М.: Искусство, 1970. — 361 с. — (Жизнь в искусстве).